# Tetisheri
Tetisheri là Chính cung hoàng hậu của pharaon Senakhtenre Ahmose trong lịch sử Ai Cập cổ đại.

## Gia quyến
Tetisheri là con gái của ông Tjenna và bà Neferu. Tên cha mẹ của bà được biết đến thông qua tấm vải liệm xác ướp được tìm thấy trong ngôi mộ DB320. Tuy không mang dòng máu hoàng tộc, bà vẫn được Senakhtenre cưới làm vợ và nhận sắc phong "Người vợ hoàng gia vĩ đại".
Bà là mẹ của pharaon Seqenenre Tao và nữ hoàng Ahhotep I. Hai người vợ thứ của Seqenenre Tao, Ahmose-Inhapiy và Sitdjehuty, là những người con gái của Senakhtenre. Người ta vẫn chưa rõ mẹ của họ, có thể là hoàng hậu Tetisheri. Một số nhà nghiên cứu cho rằng Kamose cũng có thể là con của Senakhtenre và Tetisheri.
Ahmose I cháu bà, đã cho dựng một tấm bia kỷ niệm tại Abydos (mang số hiệu CG 34002, lưu tại Bảo tàng Cairo) dành cho bà. Ahmose đã nhắc đến bà của mình là "Mẹ của mẹ ta, mẹ của cha ta; người vợ và người mẹ vĩ đại của vua, Tetisheri".

## An táng
Ban đầu nữ hoàng Tetisheri có thể được chôn cất tại Thebes và sau đó được cải táng sang ngôi mộ DB320. Tuy nhiên lại không tìm thấy bất cứ ngôi mộ nào ở Thebes được cho là của bà.
Ahmose I đã cho xây dựng một đài kỷ niệm tại Abydos để tôn vinh bà, được phát hiện vào năm 1902. Người ta cũng tìm thấy tấm bia CG 34002 mô tả việc Ahmose I dâng tặng vật phẩm cho Tetisheri và người vợ của ông, nữ hoàng Ahmose-Nefertari.
Một bức tượng nữ tại Bảo tàng Anh có khắc tên của Tetisheri. Bức tượng này được cho là giả mạo tên của bà, được nhận diện bởi W. V. Davies. Các nhà khoa học đã đặt câu hỏi, vậy thì chủ sở hữu của bức tượng đó là ai ?

## Xác ướp
Một xác ướp nữ chưa xác định danh tính được phát hiện trong ngôi mộ DB320, mang mã số CG61056, hiện đang được lưu giữ tại Bảo tàng Cairo. Nhà nghiên cứu G. E. Smith đã tạm gọi xác ướp này là "Quý bà vô danh B". Sau đó, 2 nhà nghiên cứu Daressy và Murray đã chú ý tới lớp băng quấn xác ướp, trên đó có đề tên của nữ hoàng Tetisheri. Các nhà nghiên cứu khác cũng cho rằng đây là xác ướp của một nữ hoàng thuộc Vương triều thứ 17.
Xác ướp này là của một người phụ nữ đã chết già, mái tóc trắng thưa xen lẫn vài mẩu tóc giả để che đi sự hói đầu của bà. Những tên trộm mộ đã làm đứt lìa phần đầu và làm mất đi bàn tay phải của xác ướp, theo Smith.

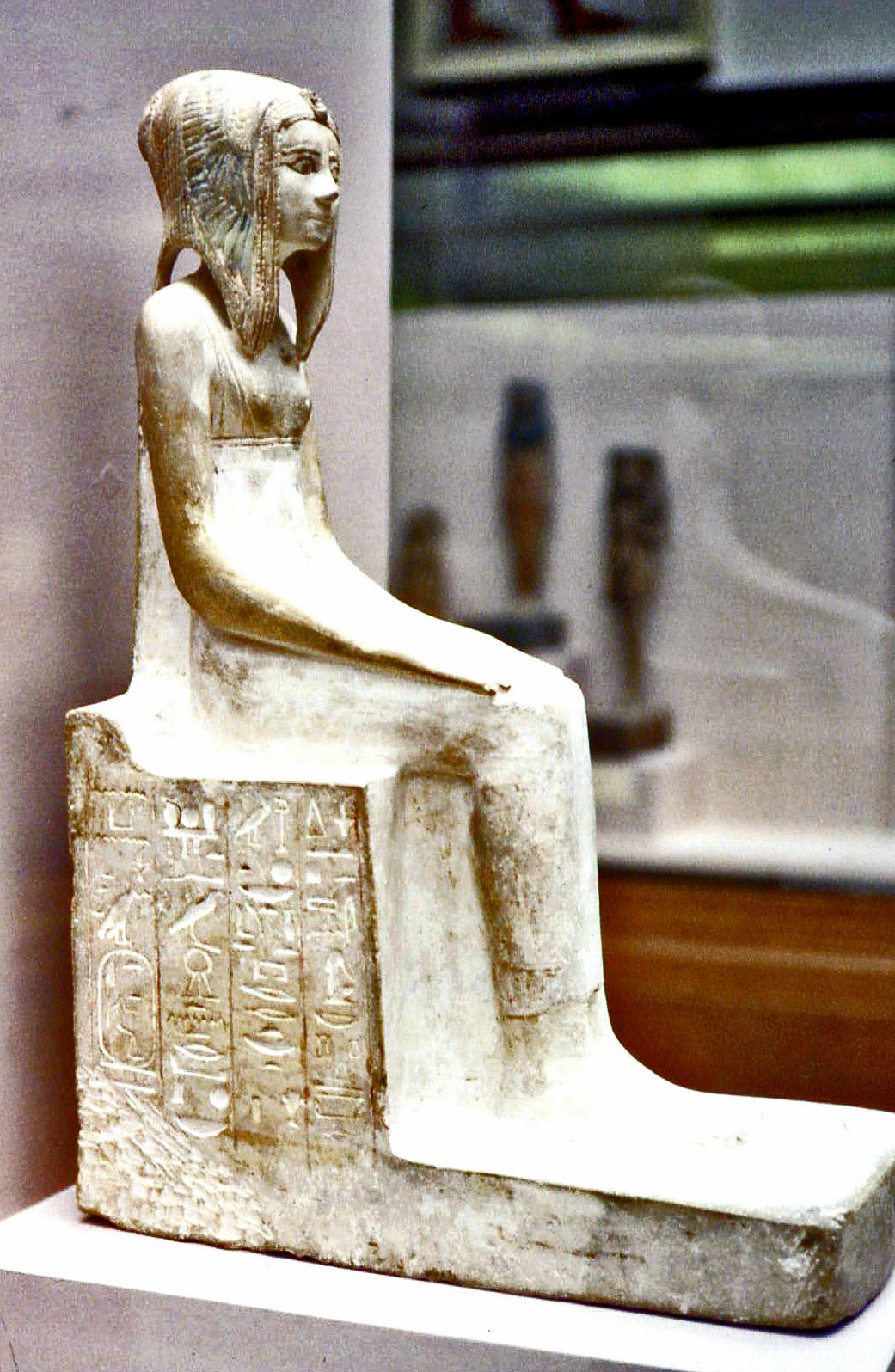
Bức tượng được cho là thuộc về nữ hoàng Tetisheri, bị nghi ngờ là giả mạo